# Gerhard Reheis

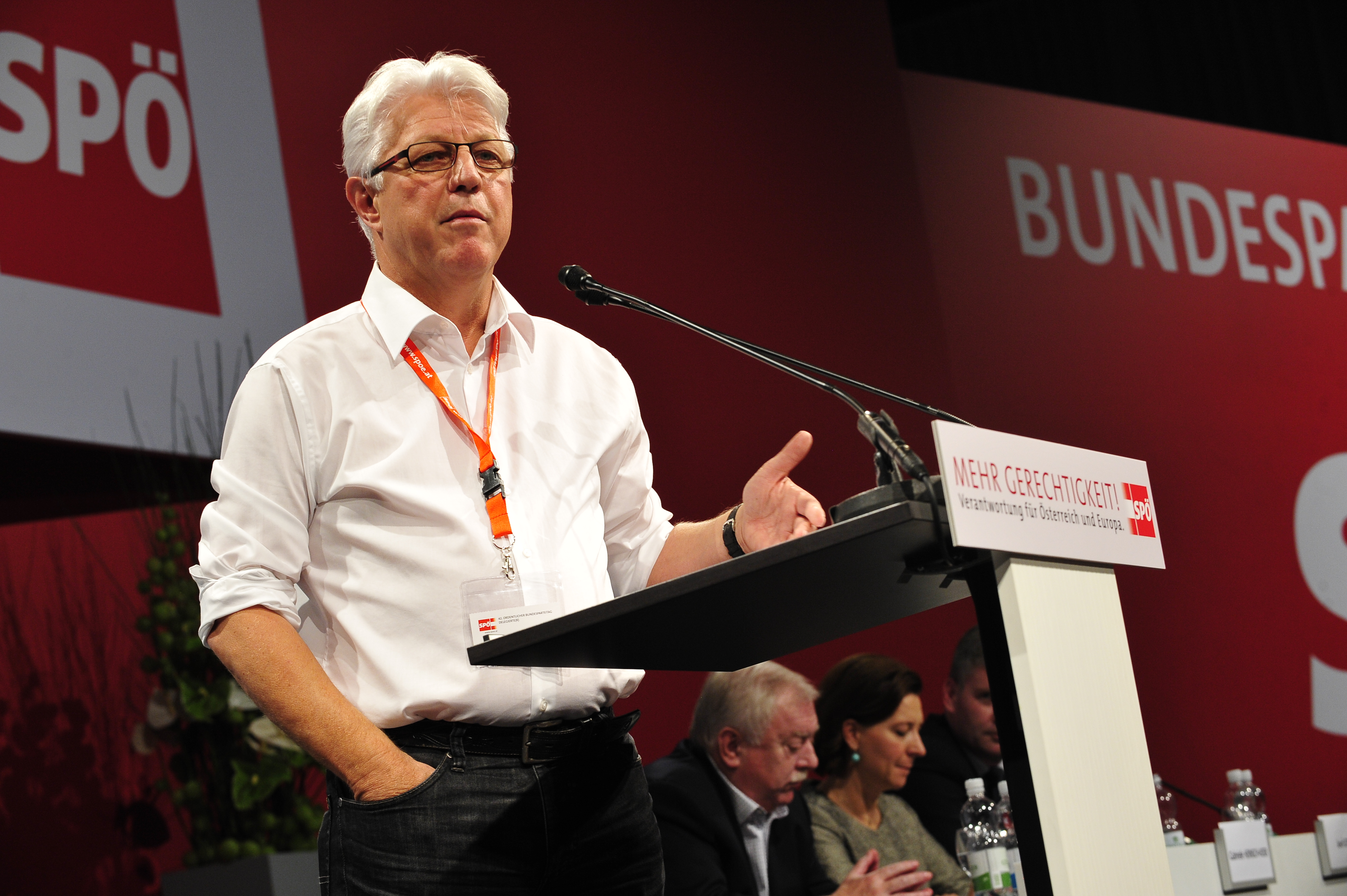
Gerhard Reheis (2012)

Gerhard Reheis (* 7. Jänner 1955 in Roppen) war bis 2014 ein österreichischer Politiker (SPÖ). Er war von 1999 bis 2008 Abgeordneter zum Nationalrat, von 2008 bis 2012 Landesrat und von 2012 bis 2013 Landeshauptmannstellvertreter in der Landesregierung Platter I sowie von 2013 bis 2018 Abgeordneter zum Tiroler Landtag.

## Ausbildung und Beruf
Gerhard Reheis besuchte von 1961 bis 1965 die Volksschule in Imst und im Anschluss bis 1969 die örtliche Hauptschule. Nach dem Abschluss der Polytechnischen Schule in Imst 1969/70 erlernte Reheis von 1970 bis 1974 den Beruf des Setzers. Im Zuge seiner Ausbildung absolvierte Reheis die Graphische Berufsschule in Innsbruck. 1979 machte Reheis eine Ausbildung in Fotosatz und Reprotechnik, 1984 legte er die Kaufmännische Lehrabschlussprüfung für den Lehrberuf Bürokaufmann ab. Bereits 1975 hatte Reheis den Präsenzdienst abgeleistet.
Reheis arbeitete zwischen 1974 und 1977 als Setzer bei der Druckerei Hans Egger in Imst. Danach war er von 1977 bis 1980 für den Bereich Filmmontage, Reprotechnik, Fotosatz in der Firma „eggerdruck“ Gebhard Egger in Imst tätig. Im Anschluss wechselte Reheis beruflich in den politischen Bereich und wurde von 1980 bis 1997 Bezirksgeschäftsführer der SPÖ Imst. Von 1997 bis 1999 war er Bezirksgeschäftsführer der SPÖ Imst und Landeck.

## Politik
Gerhard Reheis gehört seit 1992 dem Gemeinderat von Imst an. Von 1998 bis 2001 war er Stadtrat von Imst, 2001 wurde er zum Bürgermeister gewählt. 2004 wurde Reheis bei der Gemeinderatswahl 2004 in der Bürgermeisterdirektwahl mit 65,86 Prozent im Amt bestätigt.
Reheis ist seit 1994 Bezirksparteivorsitzender der SPÖ Imst sowie Mitglied des Landesparteivorstandes der SPÖ Tirol. Von 2002 bis 2007 war er zudem Landesparteivorsitzender-Stellvertreter der SPÖ Tirol. Ab dem 21. April 1999 vertrat Reheis die SPÖ im Nationalrat, wo er zuletzt in den Ausschüssen Kultur, Land- und Forstwirtschaft, Sportangelegenheiten, Rechnungshof sowie Verkehr tätig war. Am 1. Juli 2008 wechselte Reheis wieder nach Tirol und wurde als neuer Sozial-Landesrat in der Landesregierung Platter angelobt. Sein Geschäftsbereich umfasst unter anderem die Geschäftsfelder Grundsicherung, Sozialberatung, Pflegegeld, Sozialversicherungswesen, Flüchtlingswesen, Integration von Zugewanderten, Jugendwohlfahrtswesen und Sozialbetreuungsberufe.
2012 übernahm er von Hannes Gschwentner den Vorsitz der SPÖ Tirol und das Amt als Landeshauptmann-Stellvertreter. Nach der verlorenen Landtagswahl 2013 büßte Reheis das Amt des Landeshauptmann-Stellvertreters ein, 2014 gab er zudem das Amt des Landesparteiobmanns an Ingobert Mayr ab.

## Auszeichnungen
- 2008: Großes Goldenes Ehrenzeichen für Verdienste um die Republik Österreich[2]